# Прапор Кельменецького району
Пра́пор Кельмене́цького райо́ну — один із символів Кельменецького району Чернівецької області. Затверджений рішенням №109.7-7/16 Кельменецької районної ради 23 вересня 2016 року.  

## Опис
Прапор району прямокутне полотнище, зі співвідношенням сторін 2:3, яке поділене на синє та зелене поля вертикальними жовтими смугами. Ширина синього поля (від древка) становить 25,0 % ширини прапора, а з іншої сторони -15%; ширина зеленого поля - 50,0 % прапора, між цими полями жовті смуги шириною по 5,0% ширини прапора.
На зеленому полі прапора розташовуються в центрі дві золотисті стріли вістрями вгору, між ними - 3 геральдичні троянди з золотими осердями та листочками.Прапор з трьох сторін, по периметру, окантований золотою бахромою.

## Символіка
Зелений колір символізує зелену Буковину, відродження, пробудження, волю, оновлення, радість; це символ достатку і надій.
Синій колір символізує вірність і чесність. Синьо-жовті смуги не тільки підкреслюють державну приналежність до Чернівецької області, але й уособлюють найбільшу річку  — повноводний Дністер(синій колір), та хлібні лани Бессарабськогорайону області (жовтий колір).
Тому жовтий колір означає багатство, знатність та постійність.